# Jeffersontown
Jeffersontown ist eine Stadt im Jefferson County im Staat Kentucky in den Vereinigten Staaten. Das U.S. Census Bureau hat bei der Volkszählung 2020 eine Einwohnerzahl von 28.474 ermittelt. Sie bildet eine Vorstadt von Louisville.

## Geschichte
Jeffersontown wurde in den späten 1700er Jahren zunächst als Zwischenstation und Handelsstation für frühe europäisch-amerikanische Pioniere auf ihrem Weg zu den Ohio-Fällen bei Louisville gegründet. Farmer begannen, das fruchtbare Land zu kultivieren. Im Jahr 1794 erwarb Abraham Bruner 122 Acres (49 Hektar) Land. Im Mai 1797 beantragte er beim Finanzgericht des Jefferson County erfolgreich die Erhebung eines 16 Hektar großen Teils seines Landes als Stadt Jefferson – benannt entweder nach dem County oder nach Thomas Jefferson, dem damaligen Vizepräsidenten der Vereinigten Staaten. Die Stadt war bei ihren Einwohnern lange Zeit als Bruner's Town oder Brunerstown bekannt, aber die Bezeichnung Jefferson Town etablierte sich schließlich als ihr heutiger Name.

## Demografie
Nach der Schätzung von 2019 leben in Jeffersontown 27.715 Menschen. Die Bevölkerung teilte sich im selben Jahr auf in 75,7 % Weiße, 13,0 % Afroamerikaner, 0,3 % amerikanische Ureinwohner, 6,0 % Asiaten, 0,1 % Ozeanier und 3,0 % mit zwei oder mehr Ethnizitäten. Hispanics oder Latinos aller Ethnien machten 5,3 % der Bevölkerung aus. Das mittlere Haushaltseinkommen lag bei 68.803 US-Dollar und die Armutsquote bei 6,3 %.
| Jahr | Einwohner¹ |
| ---- | ---------- |
| 1950 | 1.246      |
| 1960 | 3.431      |
| 1970 | 9.701      |
| 1980 | 15.795     |
| 1990 | 23.221     |
| 2000 | 26.633     |
| 2010 | 26.595     |
| 2020 | 28.474     |

¹ 1950 – 2020: Volkszählungsergebnisse

## Wirtschaft
Die Fastfoodkette Papa John’s Pizza wurde in Jeffersontown gegründet und hatte bis 2021 hier ihren Hauptsitz.